# Margit Grüger

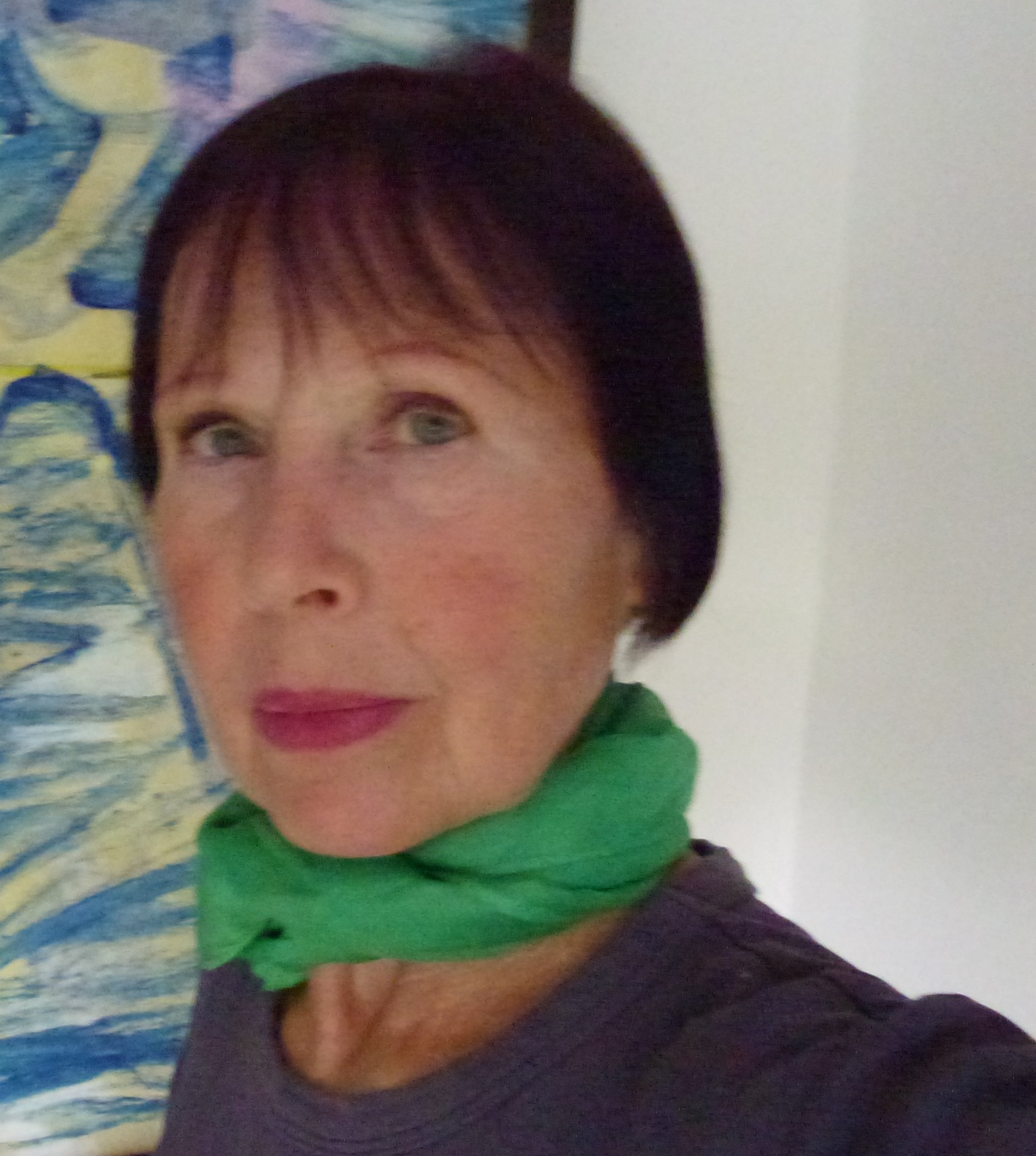
Margit Grüger (2016)

Margit Grüger (* 30. September 1946 in Cainsdorf) ist eine deutsche Malerin, Zeichnerin, Grafikerin, Bildhauerin und Lyrikerin. Sie lebt und arbeitet in Berlin.

## Leben und Werdegang
Margit Grüger absolvierte von 1963 bis 1965 eine Lehre als Schrift- und Werbemalerin in Zwickau und besuchte daneben die Abendakademie an der Mal- und Zeichenschule in Zwickau bei Carl Michel. Sie studierte von 1968 bis 1971 an der Fachschule für Werbung und Gestaltung Berlin. Dem Abendstudium an der Kunsthochschule Berlin-Weißensee, Fachbereich Grafik, folgte von 1976 bis 1981 ein Studium an der Kunsthochschule Berlin-Weißensee (Diplom Freie Grafik). Seit 1981 ist Margit Grüger freiberuflich tätig. Von 1983 bis 1986 war sie Meisterschüler an der Berliner Akademie der Künste bei Werner Stötzer.
Sie war bis 1990 Mitglied des Verbands Bildender Künstler der DDR. 1984 erhielt sie den Kunstpreis des Rates des Bezirks Magdeburg.

## Künstlerisches Wirken
Margit Grüger war schon zu Beginn ihrer künstlerischen Tätigkeit (1981) in zahlreichen Ausstellungen vertreten und nahm erfolgreich an Wettbewerben teil (u. a. Bezirkskunstausstellungen, Berlin 1983 und 1986, Kunst und Sport, Leipzig, 1983, 1987, 100 ausgewählte Grafiken, 1987, Max braucht Kunst, Maxhütte Unterwellenborn, 1988, Plastik in der Franziskaner-Klosterkirche (Berlin), 1988, Werner Stötzer – Seine Lehrer, seine Schüler. Berlin 1989, Hommage à Hermann Glöckner. Leipzig 1989, Konica-Fotowettbewerb, 1993).
„Margit Grüger wurde in den 1980er Jahren durch ihre Figur-Stadtraum-Beziehungsbilder schnell bekannt. Von einer distanziert beobachtenden Position aus gelang ihr die Analyse einer festgefahrenen Gesellschaft, eine Persiflage von Geführten und Verführten und letztlich eine Schilderung der Entfremdung des Menschen in einer anonymisierten Welt. Die Stärke der Arbeiten liegt in ihrer Reduktion auf das Wesentliche.“
Von 1983 bis 1986 war sie Meisterschüler an der Akademie der Künste (Berlin) bei Werner Stötzer. Es entstanden Akt- und Porträtzeichnungen. Sie zeichnete in persönlichen Begegnungen Porträts u. a. von Kurt Sanderling, Kurt Masur, Christa Wolf, Ellen Auerbach, Wieland Herzfelde. 
In dieser Zeit begann Grüger mit der plastischen Arbeit, u. a. am Porträt Katja, Torso, die Großskulpturen Schreitende und „Romeo“ in Bronze sowie Julia in Pappmaché. Es folgte die Werkgruppe König-Königin-Prinzen in Sandstein. In den Folgejahren experimentierte sie mit verschiedenen Materialien (Holz, Gips, Messing und Zink). Zeichenhafte Skulpturen, verfremdet mit Fundstücken, wurden geschaffen. Darunter die Odaliske, Amazone, Lady Sunshine & Mister Moon, in Bronze, von der Künstlerin patiniert.
In thematischen Serien (u. a. Punker, Tanz/Artisten/Akrobaten, Undine, Straßenszene/Begegnung in der City, Amy Winehouse) sowie in Mappenwerken (u. a. Berliner Straßenszenen, Reise durch Usbekistan, Teuflische Verführung), in denen die künstlerischen Ausdrucksformen als auch die Techniken sowie die verwendeten Materialien (u. a. Farbholzschnitt, Aquatinta/Radierung, Collage, Federzeichnung, Mischtechnik) variieren, ist ein konzeptionelles Vorgehen erkennbar.
„Ihre Gestalten sind nachdenklich, traurig und einsam, anmutig und demütig, zart zerbrechlich und verletzlich. Zugleich strahlen sie Stärke und Selbstbewusstsein aus. Doch es bleiben Zweifel. Geheimes, Unergründliches und Mystisches ist nicht zu übersehen.“ Ein Schwerpunkt ihres Œuvres stellt das druckgrafische Werk dar: Holzschnitt, Aquatintaradierung, Kaltnadel, Kombinationsdruck, Lithografie und Siebdruck. 
Druckgrafiken aus der Zeit von 1983 bis 1989 befinden sich u. a. in der Kunstsammlung der Akademie der Künste (Berlin).
Angeregt durch den gesellschaftlichen Umbruch arbeitete Grüger ab 1991 an der großen Werkgruppe Schweben zwischen Zeit und Ewigkeit. Neben Acrylbildern entstanden die Kaltnadel-Folgen Memento mori und Memento mei. Ihre Begeisterung für den Balletttänzer und Choreografen Vaslav Nijinsky brachte Margit Grüger u. a. in den Farbholzschnitten Hommage an Nijinsky zum Ausdruck, die in zahlreichen Ausstellungen präsentiert wurden. Das Gedenken an den 70. Todestag (8. April 2020) des „Gott des Tanzes“ Waslav Nijinsky hat Margit Grüger dazu inspiriert, neue Bilder zu schaffen und eine Auswahl davon in den Wandkalendern 2020 zu präsentieren. Der 2013 von Margit Grüger zu Tamara Nijinsky, Tochter von Vaslav Nijinsky, aufgenommene Kontakt wird nach deren Tod (2017), zwischen Grüger und der Enkeltochter Nijinskys, Kinga Nijinsky Gaspers, fortgeführt.
In der Malerei setzt Grüger in großformatigen Bildserien als auch in kleineren Bildformaten die Themen „Mensch-Stadt-Umwelt“ in unterschiedlichen Techniken um. „Dieser Stil, bei dem es kaum eine Kommunikation zwischen den dargestellten Akteuren gibt, zieht sich wie ein roter Faden durch das Schaffen der Künstlerin.“
1996 begegnete sie dem Maler, Grafiker und Bildhauer Georg McCullough, mit dem sie bis zu dessen Tod 2005 eine Freundschaft verband. Ihm hat sie den Graphik-Lyrik-Band Wer weiß, wohin wir schweben? gewidmet.
Nach Verlust des Ateliers Ende 2020 und überstandener schwerer Krankheit 2021 setzt Margit Grüger ihre künstlerische Arbeit so wie einst Hannah Höch auf ihrem Grundstück mit Haus und Remise in Berlin-Heiligensee, in ihrem Gartenatelier im Norden Berlins fort. Die Siedlung befindet sich in Berlin-Französisch Buchholz, einem schon lange in Berlin eingemeindeten Dorf, in dem seit 1685 infolge des Edikts von Potsdam französische Hugenotten angesiedelt wurden. In dieser Zeit entsteht der Zyklus »Der Mythos lebt!«, Porträt-Collagen von Künstlerpersönlichkeiten. „Mit den Ausdrucksmitteln der bildenden Kunst (Mixed Media, Plastik, Malerei) möchte ich den Mythos von: Romy Schneider, David Bowie-Berlins HERO, A. R. Penck, Marina Zwetajewa u.a.in Szene setzen. Es ist mir ein Anliegen der Faszination dieser KünstlerInnen eine weitere Facette im Reich der Fantasie hinzuzufügen. Doch das Geheimnis ihrer großen Erfolge wird unergründlich bleiben. Begeisterung und Sehnsucht nach Liebe und Empathie ebenfalls. Das Gegenteil von Krieg, Hass und Vernichtung!“

## Ausstellungen (Auswahl)

### Personalausstellungen
- 2023: Bibliothèque Arthur Rimbaud, Paris [Hommage an A. Rimbaud. Poet und Freigeist – Collagen/Fine Art Print]
- 2023: Einar & Bert Theaterbuchhandlung, Berlin >>Hell und zauberhaft wie die Facetten der Liebe<< - Hommage an Bertolt Brecht
- 2022: >>Der Mythos lebt!<< - Kunst und Literatur im Dialog – Porträts von Künstlerpersönlichkeiten: Romy Schneider, David Bowie, A.R. Penck, Amy Winehouse, Marina Zwetajewa, Anna Achmatowa u. a. [artspring berlin 2022]
- 2021: Kunst-Buch Kollwitzplatz, Berlin [Aufbruch – Hommage an A. Rimbaud. Poet und Freigeist – Collagen/Druckgraphik/Bildbände], [29. Mai: Werkstatt-Gespräch im Rahmen des Berliner Bücherfrühlings, Moderation: Journalistin & Autorin Kathrin Schrader]

Buchlokal Pankow, Berlin [Hommage an Marina Zwetajewa – zum 80. Todestag]
- 2020: Janusz-Korcak-Bibliothek, Stadtbibliothek Pankow
- 2019: Büchergilde Artclub und Büchergilde Buchhandlung & Galerie, Frankfurt am Main
- 2018: Büchergilde Buchhandlung am Wittenbergplatz, Berlin
- 2017: Büchergilde Artclub, Meisterin der Druckgrafik, Das Undinen-Projekt, II., III. und IV. Quartal, Frankfurt am Main

Büchergilde Buchhandlung & Galerie, Frankfurter Grafikbrief, Frankfurt am Main
Janusz-Korczak-Bibliothek, Stadtbibliothek Pankow
- 2016: Gallery Berger, Schwerin

Wolfdietrich-Schnurre-Bibliothek, Berlin-Pankow
- 2015: Ratskeller Galerie für zeitgenössische Kunst (mit Niels Unbehagen), Berlin-Lichtenberg
- 2014: Büchergilde Buchhandlung am Wittenbergplatz, Berlin
- 2013: Galerie von Waldenburg, Waldenburg (Sachsen)
- 2012: Galerie Kunst am Meer, Zinnowitz -Skulpturen und Bilder im Innenhof-
- 2011: Büchergilde Buch & Grafik, Bonn
- 2010: Büchergilde Buch und Kunst, Mainz

Büchergilde Buchhandlung und Galerie, Wiesbaden
Deutsche Bank Unter den Linden, Berlin
- 2008: Gesellschaft für Anlagen- und Reaktorsicherheit (GRS) gGmbH, Berlin-Charlottenburg
- 2007: Bezirkszentralbibliothek am Luisenbad, Berlin

Büchergilde Buchhandlung und Galerie, Hamburg, Katalog
- 2005: Büchergilde Buchhandlung am Wittenbergplatz, Berlin
- 2002: Kelly Gallery, Fort Wayne, USA (mit Paula Sancheballero, Spanien)
- 2001: Kunstkeller, Annaberg-Buchholz, Hommage à Louise Otto-Peters
- 2000: Leipziger Stadtbibliothek am Wilhelm-Leuschner-Platz

Gesellschaft für Anlagen- und Reaktorsicherheit (GRS) gGmbH,  Berlin-Charlottenburg
- 1997: Forum-Hotel Berlin (mit Wilfried Fitzenreiter), Berlin
- 1995: Inselgalerie (mit Marika Voß), Berlin
- 1994: Galerie am Markt, Gera
- 1993: Werkstattgalerie Studio Bildende Kunst, Berlin
- 1992: Galerie in der Dresdner Bank, Berlin
- 1991: Berliner Stadtbibliothek, Berlin

Humboldt-Universität zu Berlin (mit Serge Gladkich), Berlin
- 1990: Galerie im Moor, Grasberg, Bremen
- 1989: Galerie M, Berlin, Katalog

Galerie im Stadthaus Jena, Katalog Galerie am Dom, Schwerin, Katalog
- 1987: Akademie der Wissenschaften, Berlin
- 1986: Galerie Sophienstr.No.8, Berlin
- 1983: Galerie Junge Kunst (mit Margot Schmidt), Berlin

### Ausstellungsbeteiligungen
- 2024: Galerie Grünstraße, Berlin-Köpenick, Melange coloré
- 2022: Frankfurter Büchergilde Buchhandlung und Galerie >>Engel – Die Hoffnung auf schützende Begleitung<<, Frankfurt am Main

Galerie Grünstraße, Berlin-Köpenick
- 2021: Kulturzentrum Reinbek, Hamburg [„Ich kann nicht abstrakt“, Selbstbildnisse von Malerinnen von 1920 bis zur Gegenwart], Sammlung von Selbstporträts des Hamburger Schriftstellers und Publizisten Peter Engel

Galerie Parterre Berlin [Bild einer Ausstellung]
Brandenburgisches Landesmuseum für moderne Kunst, Frankfurt (Oder) [Die Aura der Schmelzer, Die Kunstsammlungen der Maxhütte und des BLMK, Katalog]
- 2020: Frankfurter Büchergilde Buchhandlung & Galerie, Ausstellung Ausnahmezustand

Kunst in Corona-Zeiten
- 2019: Galerie Kunst am Gendarmenmarkt, Hilton Hotel Berlin, Künstler der Galerie, November-Dezember: Winteraccrochage, Juli-August: Sommeraccrochage

2. Ausstellung Mail Art Projekt „Wasserzeichen“, Hauptstelle der Sparkasse Uckermark
Letzte Werkschau, KunstEtagenPankow
Mail Art Projekt „THATS MY MILIEU“ zum 90. Todestag von H. ZILLE, KunstEtagenPankow
- 2018: Galerie Kunst am Gendarmenmarkt, Hilton Hotel Berlin, Künstler der Galerie, Juli-September: Sommeraccrochage, Februar-März: Zeichnungen und Druckgrafik

artspring central, Museum Pankow
Mail Art Projekt „Wasserzeichen“, Multikulturelles Centrum (MKC) Templin
- 2015: Grafik Museum Stiftung Schreiner Bad Steben, Katalog
- 2013: Friendly Society, Berlin
- 2012: Friendly Society, Berlin

Büchergilde Buchhandlung am Wittenbergplatz, Berlin
Friendly Society, Berlin
- 2011: Friendly Society, Berlin
- 2010: Galerie Carlshorst, Berlin

Friendly Society, Berlin
- 2007: Friendly Society, Berlin
- 2006: Galerie Parterre, Berlin, Katalog

Büchergilde Buchhandlung am Wittenbergplatz, Berlin
Friendly Society, Berlin
- 2005: Kunstsammlung Maxhütte seit 1945, Sparkassen- und Giroverband Hessen-Thüringen, Erfurt, Katalog

Galerie von Eichenau, Berlin
Galerie Aujourd´hui, Berlin
- 2002: Stadtmuseum Saalfeld im Franziskanerkloster, Saalfeld/Saale
- 1998: Storkower Bogen, Berlin

Studio Gallery, Berkeley, Kalifornien, USA,
Studio Bildende Kunst, Berlin, Katalog
- 1996: Galerie Schlassgoard, Esch/Alzette, Luxemburg, Katalog
- 1992: Kunstmesse am Fernsehturm und im Ephraim-Palais, Berlin
- 1991: Kunstmesse am Fernsehturm und im Ephraim-Palais, Berlin
- 1990: art+print, Wien
- 1989: Galerie im Körnerpark und Bildhauergalerie Messer-Ladwig, Berlin, Katalog

Galerie am Sachsenplatz, Leipzig, Katalog
Kulturpalast Maxhütte (Unterwellenborn), Katalog
Galerie Sophienstr.No.8, Berlin
Galerie in der Ruine der Franziskaner-Klosterkirche, Berlin, Katalog
Galerie M, Berlin, Katalog
Studio Bildende Kunst, Berlin, Katalog
- 1987: 100 ausgewählte Graphiken. Berlin, Cottbus, Dresden, Karl-Marx-Stadt, Leipzig, Rostock, Suhl, Katalog

11 Meisterschüler, Akademie der Künste der DDR, Berlin, Katalog
Kunst und Sport, Leipzig, Katalog
- 1986: Bezirkskunstausstellung am Fernsehturm, Berlin, Katalog
- 1983: Kunst und Sport, Leipzig, Katalog

Bezirkskunstausstellung am Fernsehturm, Berlin, Katalog

## Arbeiten in Sammlungen
Werke in privaten und öffentlichen Sammlungen unter anderem:
- Kunstsammlung der Akademie der Künste (Berlin): Porträt „Patrizia“, 1983, Bleistiftzeichnung auf gelbem Papier, 26 Druckgrafiken 1983–1989, insbesondere Aquatintaradierungen und Lithographien zum Thema Berliner Straßenszene, 1 Ausstellungsplakat der Galerie im Stadthaus Jena, 1989; 2024: Porträt „Wieland Herzfelde“, 1985, Kohlezeichnung auf Vorsatzpapier, Porträt „Wieland Herzfelde“, 1985, Kohlezeichnung auf Achatpapier, Porträt „Gret Palucca“, 1987, Kohlezeichnung auf Karton, Porträt „Christa Wolf“, Störfall, Lesung 22.9. 1987, Kohlezeichnung auf Achatpapier, Porträt „Helen Ernst“, 1989, Kohlezeichnung auf Vorsatzpapier, Katalog „Margit Grüger- Malerei/Grafik/Collage/Plastik“, 1989, mit einem Vorwort von Werner Stötzer und einem Text von Dörthe Lammel, Katalog „Margit Grüger- Grafik und Skulpturen“, 2007, mit einem Vorwort von Johanna Binger.
- Sächsische Akademie der Wissenschaften zu Leipzig – Kunstsammlung Wismut GmbH: „Segler“, 1983, Radierung, „Segler I“, 1985, Lithographie, „Segelboote in der Bucht“, 1987, Mischtechnik auf Leinwand, 50 × 55 cm.
- Kunstsammlung MAXHÜTTE, seit 1995 im Besitz des Freistaates Thüringen und in der Verwaltung des Stahlwerkes Thüringen GmbH: „Begegnung am Nachmittag“, 1987, Acryl auf Leinwand, 81 × 71 cm, „Spaziergänger“, 1987, Acryl auf Leinwand, 81 × 71 cm, „Straßenszene (Tafel I)“, 1988, Mischtechnik auf Leinwand, 130 × 140 cm, „Straßenszene (Tafel II)“, 1988, Mischtechnik auf Leinwand, 130 × 140 cm.
- Museum Utopie und Alltag- Kunstarchiv Beeskow: Aquatintaradierungen („An der Gertraudenbrücke“, 1983, „Am Alexanderplatz“, 1983, „Berliner Straßenszene“, 1987), „Rhythmische Gymnastik“, 1987, Farb-Lithographie.
- Bezirksamt Pankow von Berlin, Amt für Weiterbildung und Kultur, Kunstsammlung Pankow i.V.m.Die Kunstsammlung Pankow auf museum-digital:berlin: Aquatintaradierungen auf Kupferdruckpapier von 1983 aus der Grafikfolge, „Berlin zwischen Fischerinsel und Leipziger Straße“, („Straßenszene“, „Am Fernsehturm“, „An der Gertraudenbrücke“, „Am Alexanderplatz“, „Straßenszene IV“, „Berliner Straßenszene I“).
- Stiftung Brandenburgische Gedenkstätten, Mahn- und Gedenkstätte Ravensbrück: Bildnis „Helen Ernst“, 1999, Mischtechnik auf Leinwand, 80 × 70 cm.
- Louise-Otto-Peters-Gesellschaft e.V. Leipzig: Bildnis „Louise Otto-Peters“, Farbholzschnitt.
- Stadtverwaltung Leipzig: Bildnis „Louise Otto-Peters“, Farbholzschnitt.

Verschollene Arbeiten aus öffentlichem Besitz:
- Aquatintaradierungen zum Thema „Berliner Stadtlandschaften“, („An der Gertraudenbrücke“, „Leipziger Straße (Berlin)“, „Im Espresso“, „Mädchen mit Schirm“, „Am Ahornblatt“, „Im Cafè“, „Berliner Straßenszene“), angekauft vom Rat des Stadtbezirks Berlin-Friedrichshain, Abteilung Kultur am 27. 03. 1985.
- Aquarell, „Usbekische Landschaft“, 1984, 30 × 40 cm, aus dem Zyklus „Reise durch Usbekistan 1984“, angekauft vom Rat des Stadtbezirks Berlin-Prenzlauer Berg, Abteilung Kultur am 6.1.1988 (Original farbig, siehe Abb. Instagram, Katalog MALEREI GRAFIK PLASTIK, Kunstausstellung Berlin 1986, Abb. S. 71, s/w).